# Koziegłowy (gmina w powiecie zawierciańskim)
Koziegłowy (do 1870 i od 1950 miasto Koziegłowy) – dawna gmina wiejska istniejąca w latach 1915–1950, głównie w woj. kieleckim i śląskim. Siedzibą władz gminy była wieś Koziegłowy.
Za Królestwa Polskiego istniała gmina Koziegłowy w powiecie będzińskim w guberni piotrkowskiej z siedzibą w mieście Koziegłowy, stanowiącym odrębną gminę miejską. W związku z pozbawieniem praw miejskich Koziegłów 19 maja?/31 maja 1870 byłe miasto nie zostało włączone do gminy Koziegłowy, lecz do sąsiedniej gminy Rudnik Wielki.
2 sierpnia 1915, podczas I wojny światowej, niemieckie władze okupacyjne z gminy Rudnik Wielki wydzieliły miejscowość Koziegłowy wraz z koloniami Wyłągi, Koziegłowy, Reczek, Rozochacz i Świnie, tworząc z nich samodzielną gminę Koziegłowy. Natomiast aby uniknąć dwóch jednostek o tej samej nazwie, dotychczasową (wielowioskową) gminę Koziegłowy przemianowano na gminę Koziegłówki. 
Za II RP gmina Koziegłowy początkowo należała do powiatu będzińskiego w woj. kieleckim. 1 stycznia 1927 roku gmina weszła w skład nowo utworzonego powiatu zawierciańskiego w tymże województwie. 31 października 1933 gminę Koziegłowy podzielono na dwie gromady: Koziegłowy i Rosochacz.
Po wojnie gmina przez bardzo krótki czas zachowała przynależność administracyjną, lecz już 18 sierpnia 1945 roku została wraz z całym powiatem zawierciańskim przyłączona do woj. śląskiego.
1 stycznia 1947 z zachodniej części gromady Rosochacz w gminie Koziegłowy utworzono nową gromadę  Wylągi, składającej się z samej kolonii Wylągi. Według stanu z 1 kwietnia 1949 gmina podzielona była na trzy gromady: Koziegłowy, Rosochacz i Wylągi.
Jako gmina wiejska jednostka przestała funkcjonować 1 stycznia 1950 roku w związku z przekształceniem jednostki w gminę miejską.
Sąsiednia gmina Koziegłówki przetrwała do reformy gminnej w 1954 roku, po czym została reaktywowana w 1973 roku obok nowej gminy Koziegłowy (bez miasta Koziegłowy). 15 stycznia 1976 roku gmina Koziegłówki została zniesiona przez połączenie ze znoszoną gminą Pińczyce oraz dotychczasową gminą Koziegłowy w nową gminę Koziegłowy. Jednostkę tę połączono z miastem Koziegłowy w 1992 roku.